# كيف قابلت أمكما
كيف قابلت أُمكما (بالإنجليزية: How I Met Your Mother، اختصاراً: HIMYM)‏ مسلسل كوميدي أمريكي، عرض على قناة «CBS» من 19 سبتمبر 2005 حتى 31 مارس 2014. يتابع المسلسل حياة تيد موزبي وأصدقائه في مانهاتن، نيويورك. في عام 2030، يبدأ موزبي بسرد قصته لإبنه وإبنته عن الأحداث التي تلت للقائه بامهما. المسلسل من إعداد كريغ توماس وكارتر بايس.
في البداية حصل المسلسل على إستحسان النقاد، وحصل على آراء مختلطة في المواسم الاخيرة. رشح المسلسل ثمانية وعشرون مرة لجوائز الإيمي، وفاز بتسعة. في عام 2010، فازت أليسن هانيغان بجائزة اختيار الناس لأفضل ممثلة في مسلسل كوميدي. في عام 2012، وبعد سبع سنين من عرض المسلسل فاز المسلسل بجائزة اختيار الناس لأفضل مسلسل كوميدي، كما فاز نيل باتريك هاريس بجائزة أفضل ممثل في مسلسل كوميدي.
عرض الموسم التاسع والاخير من المسلسل في 23 سبتمبر، 2013 واستمر لأربعة وعشرون حلقة حتى 31 مارس، 2014.

## قصة المسلسل
يتابع المسلسل حياة تيد موزبي (جوش رادنر) وكيف التقى بزوجته. تبدأ القصة في عام 2005، تيد موزبي في السابعة والعشرون من العمر، مهندس معماري يعيش في مدينة نيويورك.

## الحلقات

### نظرة عامة
| الموسم | الحلقات | الحلقات | الأصلي         | الأصلي       |
| الموسم | الحلقات | الحلقات | الأول          | الأخير       |
| ------ | ------- | ------- | -------------- | ------------ |
| 1      | 22      | 22      | 19 سبتمبر 2005 | 15 مايو 2006 |
| 2      | 22      | 22      | 18 سبتمبر 2006 | 14 مايو 2007 |
| 3      | 20      | 20      | 24 سبتمبر 2007 | 19 مايو 2008 |
| 4      | 24      | 24      | 22 سبتمبر 2008 | 18 مايو 2009 |
| 5      | 24      | 24      | 21 سبتمبر 2009 | 24 مايو 2010 |
| 6      | 24      | 24      | 20 سبتمبر 2010 | 16 مايو 2011 |
| 7      | 24      | 24      | 19 سبتمبر 2011 | 14 مايو 2012 |
| 8      | 24      | 24      | 24 سبتمبر 2012 | 13 مايو 2013 |
| 9      | 24      | 24      | 23 سبتمبر 2013 | 31 مارس 2014 |

## الممثلين والشخصيات
| الشخصيات الرئيسية | الشخصيات الرئيسية | الشخصيات الرئيسية | الشخصيات الرئيسية   | الشخصيات الرئيسية | الشخصيات الرئيسية |
| ----------------- | ----------------- | ----------------- | ------------------- | ----------------- | ----------------- |
| Josh Radnor       | Jason Segel       | Cobie Smulders    | Neil Patrick Harris | Alyson Hannigan   | Cristin Milioti   |
| جوش رادنر         | جيسون سغل         | كوبي سمولدرز      | نيل باتريك هاريس    | أليسون هانيغان    | كريستين ميليوتي   |
| تيد إيفلين موزبي  | مارشل إيركسون     | روبن شيرباتسكي    | بارني ستينسون       | ليلي ألدرين       | تريسي مكونيل      |

- جوش رادنر، بدور تيد موزبي؛ مهندس معماري، بروفيسور جامعي، والشخصية الرئيسية في المسلسل
- جيسن سيغل بدور مارشل إيركسون؛ صديق موزبي المقرب وزوج ليلي
- كوبي سمولدرز بدور روبن شيرباتسكي؛ مذيعة أخبار كندية، حبيبة موزبي في الموسم الثاني.
- نيل باتريك هاريس بدور بارني ستينسون؛ صديق تيد المقرب، يعمل في «بنك غولايث الوطني»
- أليسون هانيغان بدور ليلي ألدرين؛ زوجة مارشل، تعمل مدرسة في روضة أطفال
- كريستين ميليوتي بدور تريسي مكونيل؛ (الموسم التاسع)،[14] زوجة موزبي المستقبلية
- بوب ساغيت بدور (صوت)؛ يؤدي صوت موزبي وهو يسرد القصة

## أعمال أخرى

### كتب
- "The Bro Code"، صدر في عام 2008.[15]
- "Bro on the Go"، صدر في عام 2009.[16]
- "Bro Code for Parents: What to Expect When You're Awesome"، صدر في عام 2012.[17]
- "The Playbook".[18]
- "How I Met Your Mother and Philosophy"، صدر في عام 2013.[19]

### الموسيقى التصويرية
- "How I Met Your Music: Original Songs from the Hit Series"، في 24 سبتمبر، 2012، صدر البوماً يحتوي على الموسيقى التصويرية للمسلسل على متجر آيتونز.[20]

### كيف قابلت والدتكما
في 15 نوفمبر، 2013، أعلنت قناة «CBS» وأستوديوهات فوكس القرن العشرين للإنتاج التلفزيوني عن إنتاج نسخة أخرى من المسلسل حيث تظهر في بطولة المسلسل امراة تروي قصة لقائها بزوجها.

## الجوائز والترشيحات
رشح المسلسل لإثنان وسبعون جائزة، وفاز بثمانية عشر جائزة. من ضمنها 28 ترشيحاً لجائزة الإيمي وفاز بتسعة. 

## الإستقبال والتصنيف

### تصنيف نيلسن
| الموسم | وقت العرض                                                            | بداية الموسم   | نهاية الموسم  | موسم سنة  | المرتبة | عدد المشاهدين (بالمليون) |
| ------ | -------------------------------------------------------------------- | -------------- | ------------- | --------- | ------- | ------------------------ |
| 1      | الإثنين 8:30 مساءاً                                                   | سيتمبر19، 2005 | مايو 15، 2006 | 2005–2006 | 54      | 9.47                     |
| 2      | الإثنين 8:30 مساءاً (1-3 الحلقات) الإثنين 8:00 مساءاً (22-4 الحلقات)   | سيتمبر18، 2006 | مايو 14، 2007 | 2006–2007 | 61      | 8.94                     |
| 3      | الإثنين 8:00 مساءاً (1-11 الحلقات) الإثنين 8:30 مساءاً (20-12 الحلقات) | سيتمبر24، 2007 | مايو 19، 2008 | 2007–2008 | 70      | 8.21                     |
| 4      | الإثنين 8:30 مساءاً                                                   | سيتمبر22، 2008 | مايو 18، 2009 | 2008–2009 | 49      | 9.42                     |
| 5      | الإثنين 8:00 مساءاً                                                   | سيتمبر21، 2009 | مايو 24، 2010 | 2009–2010 | 42      | 8.60                     |
| 6      | الإثنين 8:00 مساءاً                                                   | سيتمبر20، 2010 | مايو 16، 2011 | 2010–2011 | 48      | 8.79                     |
| 7      | الإثنين 8:00 مساءاً                                                   | سيتمبر19، 2011 | مايو 14، 2012 | 2011–2012 | 45      | 9.67                     |
| 8      | الإثنين 8:00 مساءاً                                                   | سيتمبر24، 2012 | مايو 13، 2013 | 2012–2013 | 42      | 9.02                     |
| 9      | الإثنين 8:00 مساءاً                                                   | سيتمبر23، 2013 | مارس 31، 2014 | 2013–2014 | 28      | 10.51                    |

## الإصدار المنزلي
| الموسم                   | تاريخ الإصدار   | تاريخ الإصدار   | تاريخ الإصدار   | عدد الحلقات |
| الموسم                   | المنطقة 1       | المنطقة 2       | المنطقة 4       | عدد الحلقات |
| ------------------------ | --------------- | --------------- | --------------- | ----------- |
| الموسم الأول             | نوفمبر 21، 2006 | مايو 7، 2007    | يناير 10، 2007  | 22          |
| الموسم الثاني            | أكتوبر 2، 2007  | فبراير 8، 2010  | أبريل 8، 2008   | 22          |
| الموسم الثالث            | أكتوبر 7، 2008  | مايو 10، 2010   | فبراير 11، 2009 | 20          |
| الموسم الرابع            | سبتمبر 29، 2009 | July 19، 2010   | أكتوبر 27، 2009 | 24          |
| الموسم الخامس            | سبتمبر 21، 2010 | نوفمبر 8، 2010  | أكتوبر 27، 2010 | 24          |
| الموسم السادس            | سبتمبر 27، 2011 | أكتوبر 3، 2011  | أكتوبر 5، 2011  | 24          |
| الموسم السابع            | أكتوبر 2، 2012  | أكتوبر 15، 2012 | أكتوبر 10، 2012 | 24          |
| الموسم الثامن            | أكتوبر 1، 2013  | سبتمبر 30، 2013 | نوفمبر 9، 2013  | 24          |
| الموسم التاسع            | سبتمبر 23، 2014 | أكتوبر 13، 2014 | أكتوبر 22، 2014 | 24          |
| القصة الكاملة (موسم 1-9) | سبتمبر 23، 2014 | أكتوبر 13، 2014 | أكتوبر 22، 2014 | 208         |

## قصة
- تم إنتاج نسخه عربيه تحت اسم أحلى أيام في 2013، بطوله طارق الإبياري، أحمد حاتم وريهام حجاج وميرهان حسين ورامز أمير. أحلى أيام النسخة المصرية من مسلسل " how i met your mother".how i met your mother احلى أيام How I Met Your Mother النسخة العربية How I Met Your Mother بالنسخة العربية

## معرض صور

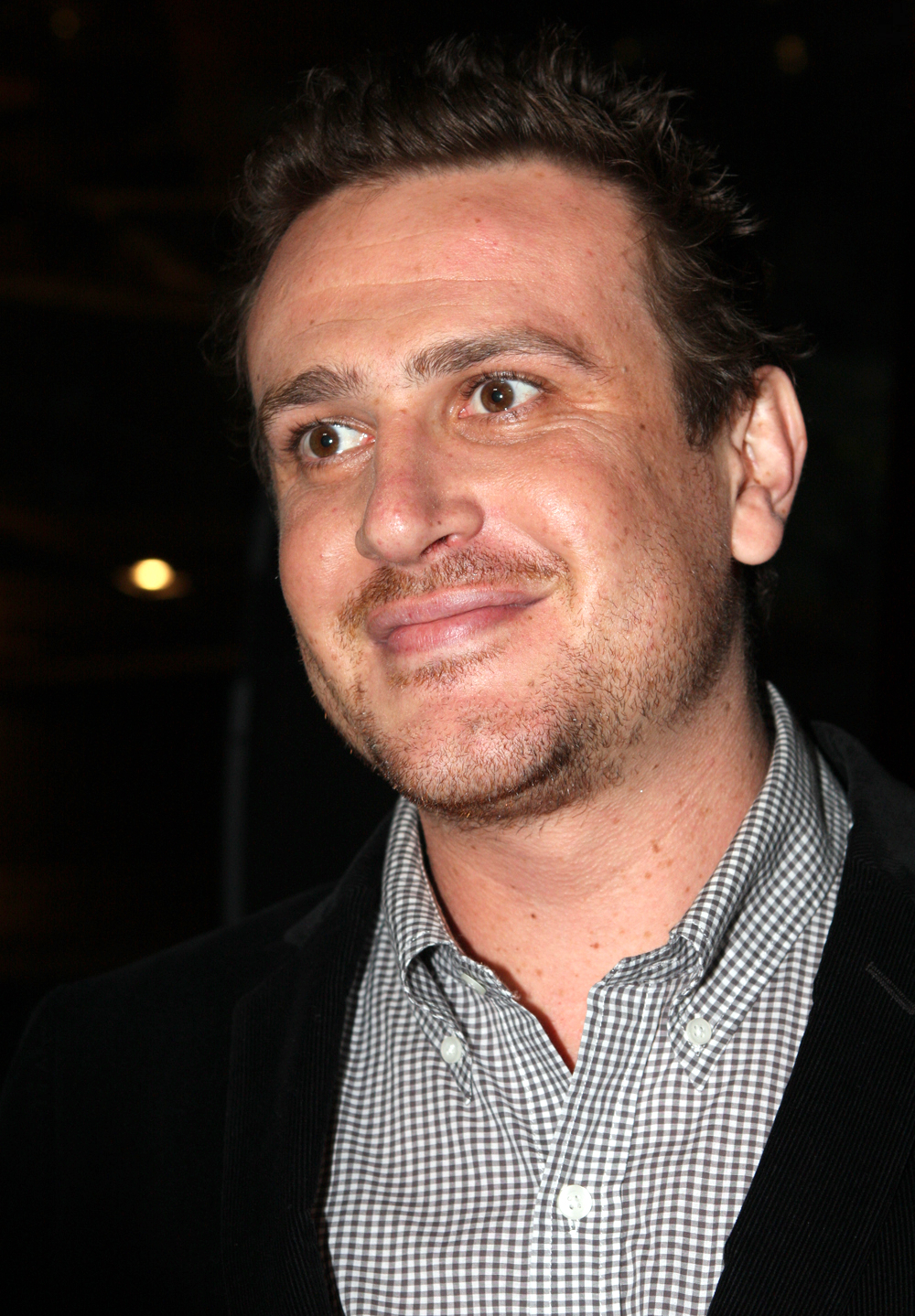
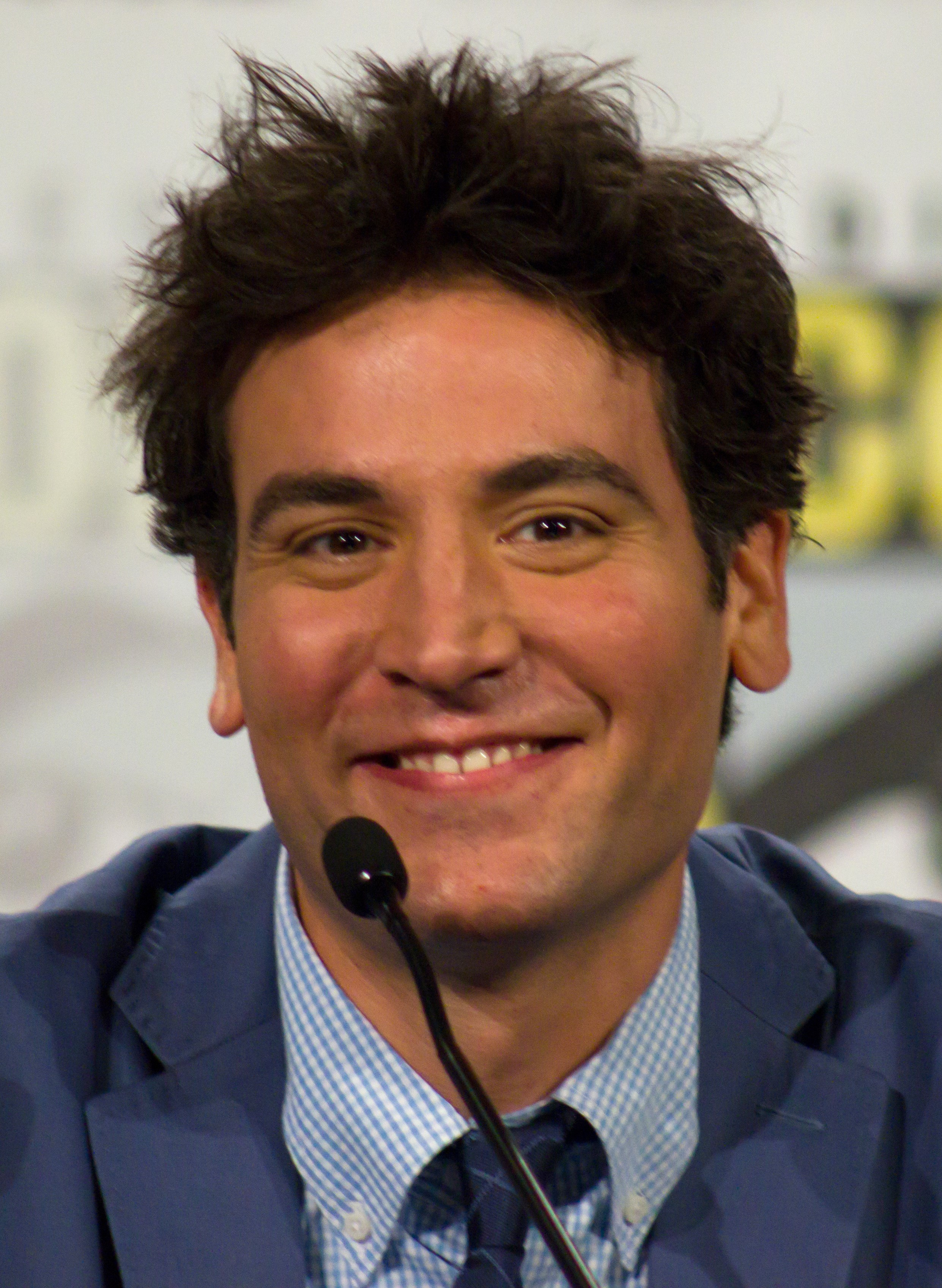
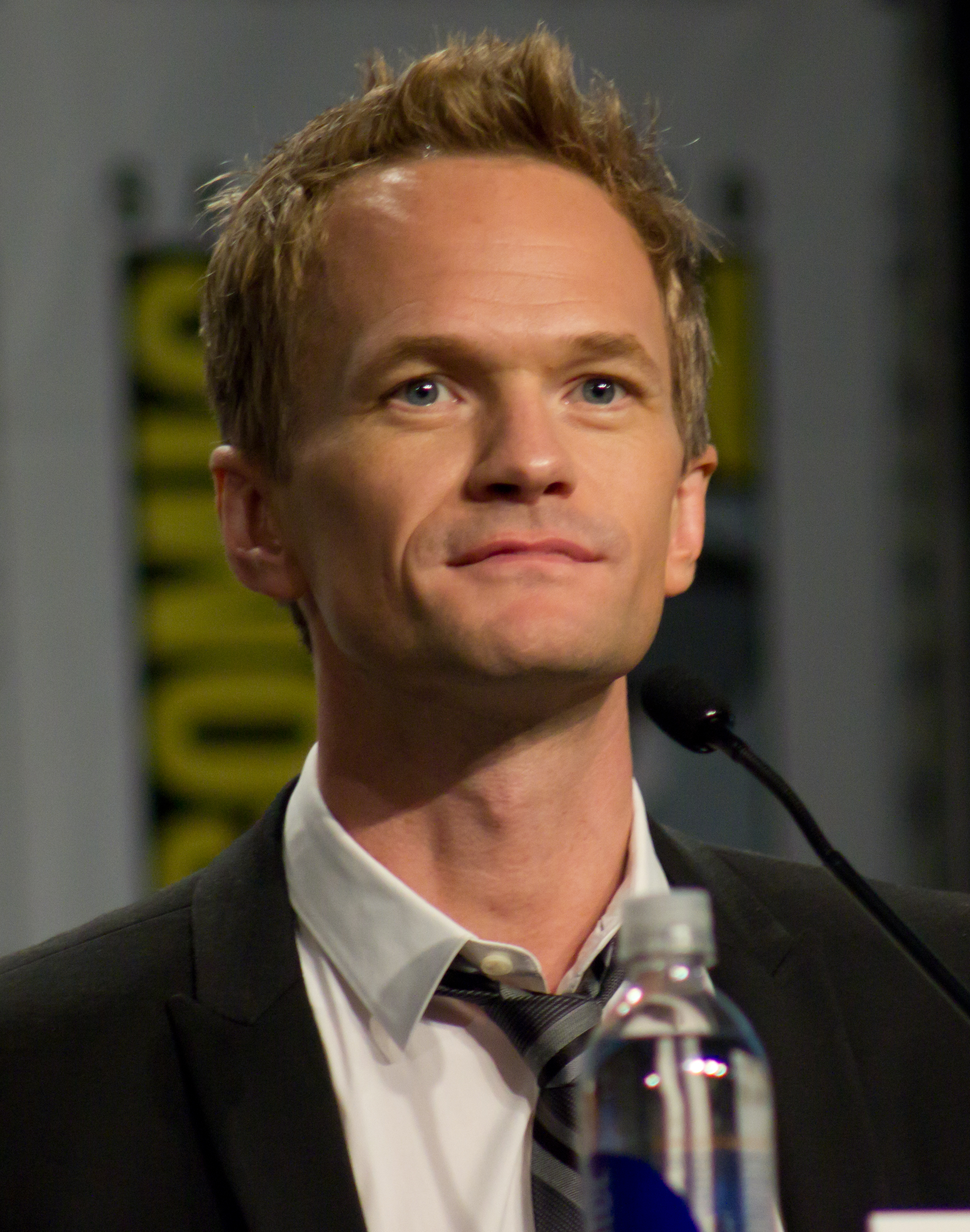
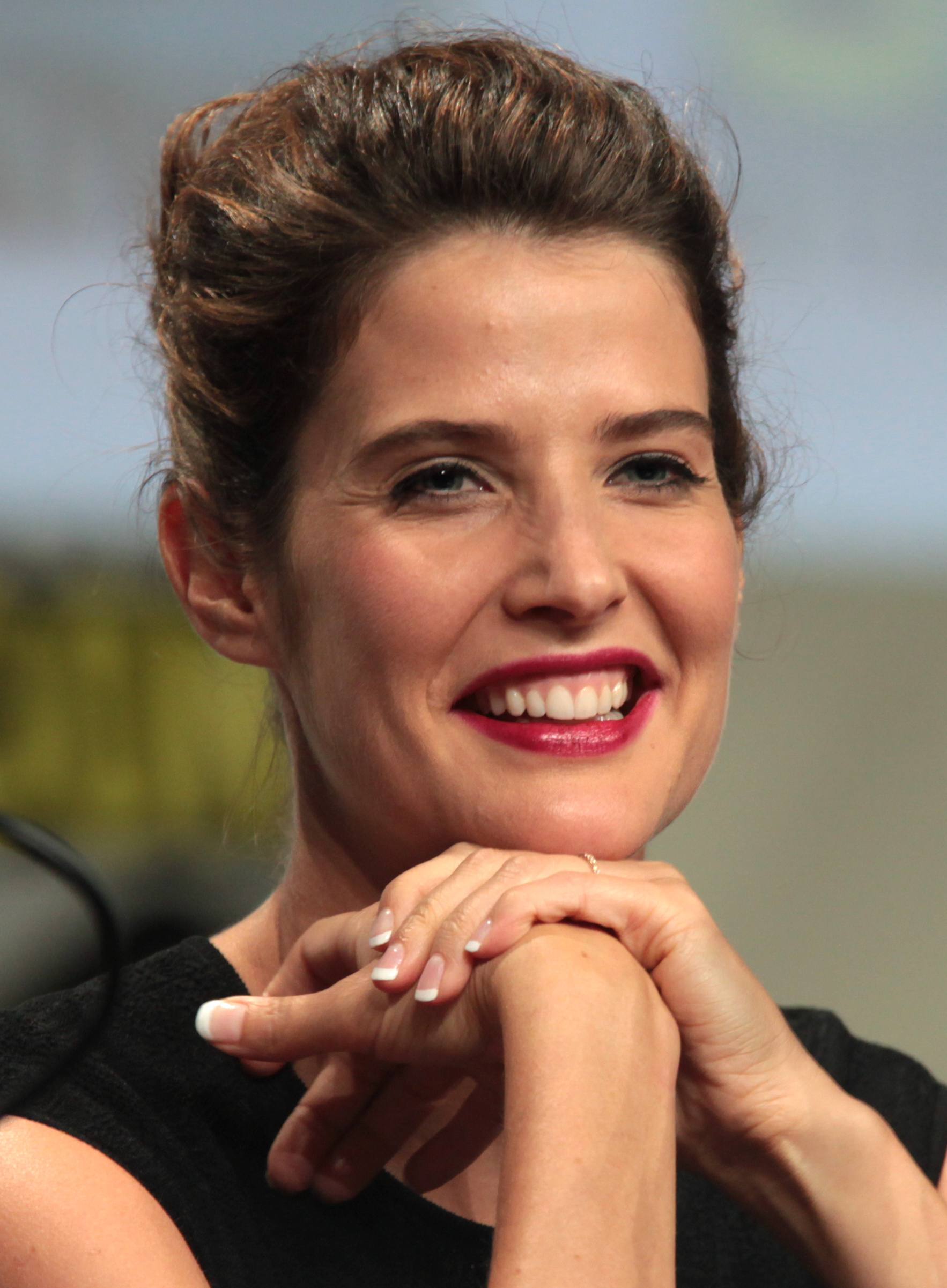
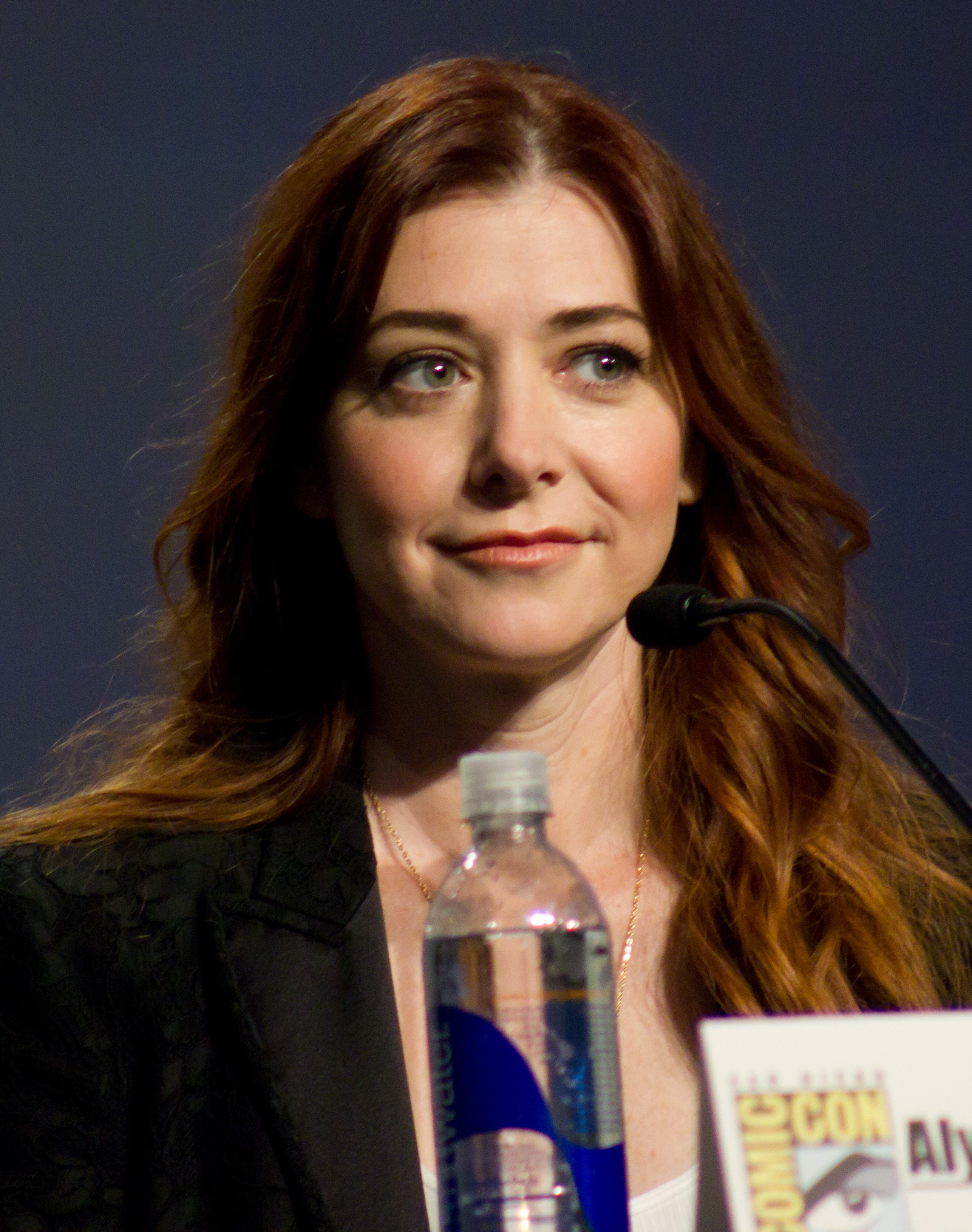

## وصلات خارجية
- كيف قابلت أمكما على مشروع الدليل المفتوح
- كيف قابلت أمكما على موقع IMDb (الإنجليزية)
- كيف قابلت أمكما على موقع ميتاكريتيك (الإنجليزية)
- كيف قابلت أمكما على موقع روتن توميتوز (الإنجليزية)
- كيف قابلت أمكما على موقع نتفليكس (الإنجليزية)
- كيف قابلت أمكما على موقع أول موفي (الإنجليزية)
- كيف قابلت أمكما على موقع كينوبويسك (الروسية)
- كيف قابلت أمكما على موقع ألو سيني (الفرنسية)
- كيف قابلت أمكما على موقع قاعدة بيانات الفيلم (الإنجليزية)
- Barney's blog